# 卢瓦雷河
卢瓦雷河（法語：Loiret，法語：[lwaʁɛ] ⓘ）是法国中央-盧瓦爾河谷大區卢瓦雷省的河流，是卢瓦尔河的左支流，长11.6千米。河名来自“Loire”（卢瓦尔河）加缩小后缀“-et”，意为“小卢瓦尔河”。卢瓦雷省即以其命名。